# Charlo (Nuovo Brunswick)
Charlo è un villaggio del Canada, situato nella provincia del Nuovo Brunswick.